# Jaume Juez i Castellà
Jaume Juez i Castellà   (Barcelona, 5 d'octubre de 1906 - 11 d'abril de 2002) fou un dibuixant i caricaturista. Iniciat molt jove com a dibuixant de la revista En Patufet, en un estil molt semblant al de Junceda, seria un dels puntals de la revista L'Esquella de la Torratxa, durant els anys vint i trenta, popularitzant el pseudònim «Xirinius».

## Biografia
Jaume Juez i Castellà, neix a Barcelona, el 5 d'octubre de 1906, i hi mor l'11 d'abril de 2002. Amb només quinze anys, li publicaren el seu primer dibuix a la revista El Cine i amb disset anys, va començar a publicar a la revista En Patufet. El debut com a professional el va fer cap al 1924 a les publicacions satíriques de l'editor Innocenci López i Bernagossi que publicava l'Esquella de la Torratxa, entre d'altres.
Durant la Guerra Civil Espanyola va formar part del Sindicat de Dibuixants Professionals (SDP). Després abandonà la caricatura i es dedicà a la historieta i la il·lustració, amb el seu dibuix realista i expressiu, per a editorials com Ediciones Toray i Bruguera.

## Obra i personatges
Llista de publicacions on Jaume Juez va participar, en part o totalment:
| Anys | Títol                | Publicació       | Format          | Editorial                         | Notes      |
| ---- | -------------------- | ---------------- | --------------- | --------------------------------- | ---------- |
| 1932 | Black,el perro noble | KKO              | Revista         | Editorial Guerri, S.A.            | Sèrie      |
| 1934 | Katia                | Pocholo          | Revista         | Publicaciones Pocholo             | Sèrie      |
| 1936 | Dick Turpin          | Pocholo          | Revista         | Publicaciones Pocholo             | Sèrie      |
| 1942 | Martín Rolan         | Martín Rolan     | Quadern Apaïsat | 3 Pinguinos. Ediciones Infantiles | Serial     |
| 1952 | Genoveva de Brabante |                  | Quadern Apaïsat | Ediciones Toray,S.A.              | Monografia |
| 1952 | Juana de Arco        |                  | Quadern Apaïsat | Ediciones Toray,S.A.              | Monografia |
| 1955 | La Isla del Tesoro   | Historias (nº 3) | Llibre          | Editorial Bruguera, S. A.         | Monografia |

- 1955 - Fabiola (Ed. Bruguera)
- 1956 - Mujercitas (Ed. Bruguera)
- 1956 - Un viaje a la luna (Ed. Bruguera)
- 1956 - Buffalo Bill (Ed. Bruguera)
- 1956 - Hombrecitos (Ed. Bruguera)
- 1956 - Quintin Duward (Ed. Bruguera)
- 1957 - El último Mohicano (Ed. Bruguera)
- 1957 - Enrique Lagardere (Ed. Bruguera)
- 1958 - David Copperfield (Ed. Bruguera)
- 1958 - La Cruz y la espada (Ed. Bruguera)
- 1958 - La Pequeña Dorrit (Ed. Bruguera)
- 1958 - Cuentos de Perrault (Ed. Bruguera)
- 1958 - Cuentos fantásticos (Ed. Bruguera)
- 1958 - El Pirata (Ed. Bruguera)
- 1959 - Napoleón (Ed. Bruguera)
- 1959 - Aventuras de Huck Finn (Ed. Bruguera)
- 1959 - Aventuras de un soldado de Napoleón (Ed. Bruguera)
- 1960 - Los vikingos (Ed. Bruguera)
- 1974 - Cumbres borrascosas (Ed. Bruguera)
- 1976 - La vuelta al mundo de dos pilletes (Ed. Bruguera)
- 1977 - El lago de los ensueños (Ed. Bruguera)
- 1977 - Las aventuras de Tom Sawyer (Ed. Bruguera)
- 1978 - Las tribulaciones de un Chino en China (Ed. Bruguera)
- 1978 - Los exploradores de Meloria (Ed. Bruguera)
- 1979 - El conde Chanteleine (Ed. Bruguera)